# Терьково
Терьково (Край) — деревня в Бабаевском районе Вологодской области.
Входит в состав Пожарского сельского поселения, с точки зрения административно-территориального деления — в Пожарский сельсовет.
Расстояние по автодороге до районного центра Бабаево составляет 78 км, до центра муниципального образования деревни Пожара — 8 км. Ближайшие населённые пункты — Васильково, Комарово, Чуниково.
Население по данным переписи 2002 года — 74 человека (35 мужчин, 39 женщин). Преобладающая национальность — русские (96 %).
По состоянию на 2011 год население деревни резко снизилось в связи с миграцией в более крупнонаселенные города.

## Достопримечательности
- Церковь Георгия Победоносца в Крае. Построена в 1995-1996 гг. вместо разрушенной в советское время Георгиевской церкви (1777)[4]
- Церковь Михаила Архангела в Крае. Построена не позже 1797. Не действует. В аварийном состоянии[5].